# NGC 2275
NGC 2275 је спирална галаксија у сазвежђу Близанци која се налази на NGC листи објеката дубоког неба.
Деклинација објекта је + 33° 35' 57" а ректасцензија 6h 47m 17,9s. Привидна величина (магнитуда) објекта NGC 2275 износи 13,3 а фотографска магнитуда 14,1. NGC 2275 је још познат и под ознакама UGC 3542, MCG 6-15-7, CGCG 175-16, KCPG 118B, PGC 19605.